# Équipe d'Allemagne de beach soccer
L'équipe d'Allemagne de beach soccer est une sélection qui réunit les meilleurs joueurs allemands dans cette discipline.

## Effectif 2010
| N° | Nat. | Poste | Nom du joueur   |
| -- | ---- | ----- | --------------- |
| 1  |      | G     | Niklas Blech    |
| 2  |      | G     | Manuel Klon     |
| 3  |      | D     | Julian Offerman |
| 4  |      | D     | Eduard Loewen   |
| 5  |      | D     | Markus Stolla   |
| 6  |      | D     | Rene Weiher     |

| No. | Nat. | Position | Nom du joueur      |
| --- | ---- | -------- | ------------------ |
| 7   |      | A        | Roberto Cid Valdes |
| 8   |      | A        | David Jansen       |
| 9   |      | A        | Dannilo Neumann    |
| 10  |      | A        | Oliver Romrig      |
| 11  |      | A        | Harald Gracholski  |
| 12  |      | A        | Heiko Eberhardt    |

## Palmarès
- Euro Beach Soccer League (1) :
  - Vainqueur en 1998
- Coupe du monde de beach soccer :
  - Cinquième en 1995

## L'encadrement
- Sélectionneur :  Rene Weiher